# オーラ・ルードナー
オーラ・ルードナー（Ola Rudner, 1953年 -）は、スウェーデンのクラシック音楽の指揮者。

## 経歴
イスラヴェードの生まれ。
ヴァイオリニストとして活動を始め、パガニーニ国際ヴァイオリン・コンクールに入賞する。また、シャーンドル・ヴェーグの助手を務めた。その後、ウィーン・フォルクスオーパーとウィーン交響楽団のコンサートマスターとして活動後に、指揮者としての活動を始めるようになった。1995年には、フィルハーモニア・ウィーンを設立し、ウィーン楽友協会を中心に演奏活動を開始した。
2001年にタスマニア交響楽団首席指揮者に就任し、2003年まで担当した。また、2003年から2006年まで、ボルツァーノ・トレント・ハイドン管弦楽団の首席指揮者を務めた。2008年9月からはロイトリンゲン・ヴュルテンベルク・フィルハーモニー管弦楽団首席指揮者に就任し、活動を行っている。
他には、BBC交響楽団、フランクフルト放送交響楽団、ウィーン室内管弦楽団、ウィーン・トーンキュンストラー管弦楽団に客演、オペラではヴェローナ野外オペラやウィーン・フォルクスオーパーの他、オーストラリア、スウェーデン、イタリアの歌劇場に出演している。

## 来日
日本へは、しばしば年末年始にウィーン・フォルクスオーパー交響楽団とともに来日し、指揮をするほか、曲によっては自らヴァイオリンで引き振りをする。また、2008年正月には、ウィーン・ヨハン・シュトラウス管弦楽団と来日ツアーを行っている。東日本大震災後の2012年年末年始にウィーン・フォルクスオーパー交響楽団とツアーを行った際には、通訳を交えて、日本に対するお見舞いのスピーチを行っている。なお、このツアーのサントリーホールでの元日の演奏会で、ヨハン・シュトラウス2世のウィーンの森の物語を演奏中に、鳥島近海で地震が起こり、ホールが大きく揺れるという出来事があった。
日本国内のオーケストラでは、2017年以来大阪交響楽団と定期的に共演を重ねているほか、2023年にはパシフィックフィルハーモニア東京と共演した。

## 年譜
- 1995年　　 フィルハーモニア・ウィーン設立
- 2001年 - 2003年　タスマニア交響楽団首席指揮者
- 2003年 - 2006年　ボルツァーノ・ハイドン管弦楽団首席指揮者
- 2008年 - 　ロイトリンゲン・ヴュルテンベルク・フィルハーモニー管弦楽団

## 参考
- ウィーン・フォルクスオーパ交響楽団 サントリーホールニューイヤーコンサート2012 [Blu-ray]

1. ↑  公式サイト